# Copa do Brasil 2015
Der Copa do Brasil 2015 war die 27. Austragung dieses nationalen Fußball-Pokal-Wettbewerbs in Brasilien. Die Copa wurde vom Brasilianischen Sportverband, dem CBF, ausgerichtet. Der Pokalsieger war als Teilnehmer an der Copa Libertadores 2016 qualifiziert.
Die wegen ihrer Teilnahme an der Copa Libertadores 2015, nicht mitspielenden Klubs, traten im Achtelfinale in den Wettbewerb ein.
Sieben Mannschaften, welche sich nicht für das Achtelfinale qualifizierten, nahmen an der Copa Sudamericana 2015 teil. Die Startplätze wurden nach der aktuellen Leistung im Ligawettbewerb vergeben.

## Teilnehmer
Das Teilnehmerfeld bestand aus:

### Copa Libertadores Teilnehmer
Sechs Klubs, die an der Copa Libertadores 2015 teilnahmen, traten ab dem Achtelfinale dem Wettbewerb bei.
- Atlético Mineiro
- SC Corinthians
- Cruzeiro EC
- Fluminense FC
- SC Internacional
- FC São Paulo

### Teilnehmer Staatsmeisterschaften
71 Teilnehmer kamen aus den Fußballmeisterschaften der Bundesstaaten von Brasilien oder deren Pokalwettbewerben.
| Bundesstaat         | Klub                      | Qualifizierung                     |
| ------------------- | ------------------------- | ---------------------------------- |
| Acre                | Rio Branco FC (AC)        | Staatsmeister 2014                 |
| Acre                | Atlético Acreano          | Vize-Staatsmeister 2014            |
| Alagoas             | AA Coruripe               | Staatsmeister 2014                 |
| Alagoas             | Clube de Regatas Brasil   | Vize-Staatsmeister 2014            |
| Alagoas             | Murici FC                 | Vorrundenbester Staatsmeister 2014 |
| Amapá               | Santos FC (AP)            | Staatsmeister 2014                 |
| Amazonas            | Nacional FC (AM)          | Staatsmeister 2014                 |
| Amazonas            | Princesa do Solimões EC   | Vize-Staatsmeister 2014            |
| Bahia               | EC Bahia                  | Staatsmeister 2014                 |
| Bahia               | EC Jacuipense             | Vize-Staatsmeister 2014            |
| Bahia               | ECPP Vitória da Conquista | Staatspokal Sieger 2014            |
| Brasília            | AA Luziânia               | Staatsmeister 2014                 |
| Brasília            | Brasília FC               | Vize-Staatsmeister 2014            |
| Ceará               | Ceará SC                  | Staatsmeister 2014                 |
| Ceará               | Fortaleza EC              | Vorrundenbester Staatsmeister 2014 |
| Ceará               | ADRC Icasa                | Staatspokal Sieger 2014            |
| Espírito Santo      | Estrela do Norte FC       | Staatsmeister 2014                 |
| Espírito Santo      | Real Noroeste Capixaba FC | Staatspokal Sieger 2014            |
| Goiás               | Atlético Goianiense       | Staatsmeister 2014                 |
| Goiás               | Goiás EC                  | Vize-Staatsmeister 2014            |
| Goiás               | AA Anapolina              | 3. Staatsmeister 2014              |
| Maranhão            | Sampaio Corrêa FC         | Staatsmeister 2014                 |
| Maranhão            | Moto Club de São Luís     | Staatspokalsieger 2014             |
| Mato Grosso         | Cuiabá EC                 | Staatsmeister 2014                 |
| Mato Grosso         | Luverdense EC             | Vize-Staatsmeister 2014            |
| Mato Grosso         | Operário FC (MT)          | 3. Staatsmeister 2014              |
| Mato Grosso do Sul  | CE Nova Esperança         | Staatsmeister 2014                 |
| Mato Grosso do Sul  | EC Águia Negra            | Vize-Staatsmeister 2014            |
| Minas Gerais        | América Mineiro           | 3. Staatsmeister 2014              |
| Minas Gerais        | Boa EC                    | 4. Staatsmeister 2014              |
| Minas Gerais        | Tupi FC                   | 5. Staatsmeister 2014              |
| Minas Gerais        | Villa Nova AC             | 6. Staatsmeister 2014              |
| Pará                | Clube do Remo             | Staatsmeister 2014                 |
| Pará                | Paysandu SC               | Vize-Staatsmeister 2014            |
| Pará                | Independente AC           | 3. Staatsmeister 2014              |
| Paraíba             | Botafogo FC (PB)          | Staatsmeister 2014                 |
| Paraíba             | Campinense Clube          | Vize-Staatsmeister 2014            |
| Paraná              | Londrina EC               | Staatsmeister 2014                 |
| Paraná              | Maringá FC                | Vize-Staatsmeister 2014            |
| Paraná              | Coritiba FC               | 3. Staatsmeister 2014              |
| Paraná              | Athletico Paranaense      | 4. Staatsmeister 2014              |
| Pernambuco          | Sport Recife              | Staatsmeister 2014                 |
| Pernambuco          | Náutico Capibaribe        | Vize-Staatsmeister 2014            |
| Pernambuco          | Salgueiro AC              | Vorrundenbester Staatsmeister 2014 |
| Piauí               | Ríver AC                  | Staatsmeister 2014                 |
| Piauí               | Piauí EC                  | Vize-Staatsmeister 2014            |
| Rio de Janeiro      | CR Flamengo               | Staatsmeister 2014                 |
| Rio de Janeiro      | CR Vasco da Gama          | Vize-Staatsmeister 2014            |
| Rio de Janeiro      | AD Cabofriense            | 4. Staatsmeister 2014              |
| Rio de Janeiro      | Boavista SC               | 5. Staatsmeister 2014              |
| Rio de Janeiro      | Madureira EC              | 2. Staatspokal 2014                |
| Rio Grande do Norte | América FC (RN)           | Staatsmeister 2014                 |
| Rio Grande do Norte | Globo FC                  | Vize-Staatsmeister 2014            |
| Rio Grande do Norte | Alecrim FC                | 3. Staatsmeister 2014              |
| Rio Grande do Sul   | Grêmio FBPA               | Vize-Staatsmeister 2014            |
| Rio Grande do Sul   | Grêmio Esportivo Brasil   | 3. Staatsmeister 2014              |
| Rio Grande do Sul   | SER Caxias do Sul         | 4. Staatsmeister 2014              |
| Rio Grande do Sul   | CE Lajeadense             | Sieger Staatspokal 2014            |
| Rondônia            | Vilhena EC                | Staatsmeister 2014                 |
| Roraima             | São Raimundo EC (RR)      | Staatsmeister 2014                 |
| Santa Catarina      | Figueirense FC            | Staatsmeister 2014                 |
| Santa Catarina      | Joinville EC              | Vize-Staatsmeister 2014            |
| Santa Catarina      | Chapecoense               | Staatspokal Sieger 2014            |
| São Paulo           | Ituano FC                 | Staatsmeister 2014                 |
| São Paulo           | FC Santos                 | Vize-Staatsmeister 2014            |
| São Paulo           | SE Palmeiras              | 3. Staatsmeister 2014              |
| São Paulo           | Capivariano FC            | Sieger-Staatsmeister Série A2 2014 |
| São Paulo           | EC Santo André            | Staatspokal Sieger 2014            |
| Sergipe             | AD Confiança              | Staatsmeister 2014                 |
| Sergipe             | Amadense FC               | Sieger Staatspokal 2014            |
| Tocantins           | Interporto EC             | Staatsmeister 2014                 |

### Teilnehmer CBF Ranking
Die letzten 10 Klubs ergaben aus dem CBF Ranking, welche nach den vorgenannten Teilnehmern noch nicht qualifiziert waren. Dieses waren:
| Bundesstaat | Klub                               | Platz |
| ----------- | ---------------------------------- | ----- |
| RJ          | Botafogo FR                        | 11.   |
| BA          | EC Vitória                         | 17.   |
| SP          | AA Ponte Preta                     | 18.   |
| RN          | ABC Natal                          | 23.   |
| SP          | Associação Portuguesa de Desportos | 24.   |
| SC          | Criciúma EC                        | 25.   |
| SC          | Avaí FC                            | 27.   |
| PR          | Paraná Clube                       | 31.   |
| SP          | CA Bragantino                      | 32.   |
| AL          | AS Arapiraquense                   | 34.   |

## Saisonverlauf
Der Wettbewerb startete am 8. Februar 2015 in seine Saison und endete am 2. Dezember 2015. Am Ende der Saison gewann der SE Palmeiras den Titel zum dritten Mal. Torschützenkönige wurden mit acht Treffern Gabriel Barbosa vom FC Santos.
Höchste Siege
- Independente AC – ADRC Icasa: 5:0 (4. März 2015– 1. Runde Rückspiel)

## Modus
Der Modus bestand aus einem K.-o.-System. Für die ersten beiden Runden bestand die Regelung, dass wenn eine Mannschaft in einem Auswärts-Hinspiel mit mindestens zwei Toren unterschied gewinnt, es kein Rückspiel gibt.
Es zählte das Torverhältnis. Bei Gleichheit wurde die Auswärtstorregel angewandt. Stand nach heranziehen dieser kein Sieger fest, wurde dieser im Elfmeterschießen ermittelt.

## Turnierverlauf

### Qualifikationsrunde
In der Runde wurde entschieden, welcher Klub an der Auslosung zur ersten Runde teilnehmen durfte. Die Partien wurden am 8. und 22. Februar 2015 ausgetragen.
|                           | Gesamt |                  | Hinspiel | Rückspiel |
| ------------------------- | ------ | ---------------- | -------- | --------- |
| Real Noroeste Capixaba FC | 4:2    | Atlético Acreano | 1:0      | 3:2       |

### 1. Runde

#### Auslosung
Die Auslosung der ersten Phase des Pokals fand am 16. Dezember 2014 in Rio de Janeiro. Die 80 Teams wurden in acht Gruppen (A bis H) zu jeweils 10 Klubs aufgeteilt. Zur Festlegung der Reihenfolge wurde das Ranking des CBF herangezogen. Danach wurden die Paarungen zwischen den Gruppen A x E; B x F; C x D x G und H gezogen.
| Topf A                    | Topf B                                  | Topf C                | Topf D                       |
| ------------------------- | --------------------------------------- | --------------------- | ---------------------------- |
| CR Flamengo (3)           | EC Vitória (17)                         | Avaí FC (27)          | Luverdense EC (38)           |
| Grêmio FBPA (4)           | AA Ponte Preta (18)                     | América FC (RN) (28)  | ADRC Icasa (40)              |
| FC Santos (5)             | Ceará (19)                              | América Mineiro (29)  | Fortaleza EC (41)            |
| Athletico Paranaense (10) | Sport Recife (20)                       | Chapecoense (30)      | Sampaio Corrêa FC (42)       |
| Botafogo FR (11)          | Figueirense FC (21)                     | Paraná Clube (31)     | Clube de Regatas Brasil (47) |
| CR Vasco da Gama (12)     | Atlético Goianiense (22)                | CA Bragantino (32)    | Salgueiro AC (49)            |
| SE Palmeiras (13)         | ABC Natal (23)                          | Joinville EC (33)     | SER Caxias do Sul (51)       |
| Coritiba FC (14)          | Associação Portuguesa de Desportos (24) | Paysandu SC (34)      | Cuiabá EC (56)               |
| Goiás EC (15)             | Criciúma EC (25)                        | AS Arapiraquense (35) | Madureira EC (58)            |
| EC Bahia (16)             | Náutico Capibaribe (26)                 | Boa EC (37)           | Tupi FC (59)                 |

| Topf E                         | Topf F                       | Topf G                      | Topf H                    |
| ------------------------------ | ---------------------------- | --------------------------- | ------------------------- |
| EC Santo André (62)            | AD Confiança (82)            | Interporto FC (117)         | Independente AC (146)     |
| Nacional FC (AM) (63)          | CE Nova Esperança (84)       | AA Luziânia (117)           | AD Cabofriense (149)      |
| Rio Branco FC (AC) (64)        | Santos FC (AP) (88)          | São Raimundo EC (RR) (124)  | Estrela do Norte FC (150) |
| Botafogo FC (PB) (65)          | Boavista SC (91)             | Moto Club de São Luís (129) | Ríver AC (152)            |
| Pará (67)                      | AA Coruripe (92)             | EC Jacuipense (130)         | Maringá FC (152)          |
| Londrina EC (68)               | Princesa do Solimões EC (94) | CE Lajeadense (131)         | Alecrim FC (61)           |
| Campinense Clube (70)          | Vilhena EC (95)              | Globo FC (133)              | Murici FC (202)           |
| Grêmio Esportivo Brasil (72)   | AA Anapolina (105)           | Operário FC (MT) (137)      | Capivariano FC (-)        |
| ECPP Vitória da Conquista (76) | Real Noroeste (-)            | Ituano FC (139)             | Amadense FC (-)           |
| Villa Nova AC (78)             | Brasília FC (109)            | EC Águia Negra (141)        | Piauí EC (-)              |

#### Paarungen
|                           | Gesamt          |                         | Hinspiel | Rückspiel |
| ------------------------- | --------------- | ----------------------- | -------- | --------- |
| ECPP Vitória da Conquista | 1:4             | SE Palmeiras            | 1:4      | -         |
| Estrela do Norte FC       | 4:6             | Sampaio Corrêa FC       | 3:2      | 1:4       |
| AA Anapolina              | 2:3             | EC Vitória              | 1:2      | 1:1       |
| São Raimundo EC (RR)      | 1:3             | AS Arapiraquense        | 1:3      | -         |
| Botafogo FC (PB)          | 4:6             | Botafogo FR             | 2:2      | 2:4       |
| Capivariano FC            | 3:0             | SER Caxias do Sul       | 3:0      | 0:0       |
| Princesa do Solimões EC   | 3:4             | Figueirense FC          | 2:2      | 1:2       |
| Operário FC (MT)          | 1.3             | Avaí FC                 | 2:2      | 1:2       |
| Londrina EC               | 0.2             | FC Santos               | 0:1      | 0:1       |
| Maringá FC                | 3:3             | Madureira EC            | 2:0      | 1:3       |
| CE Nova Esperança         | 2.6             | Sport Recife            | 1:2      | 1:4       |
| Interporto FC             | 2.5             | Chapecoense             | 2:5      | -         |
| Grêmio Esportivo Brasil   | 1.4             | CR Flamengo             | 1:2      | 0:2       |
| Piauí EC                  | 1.5             | Salgueiro AC            | 1:5      | -         |
| Brasília FC               | 0.3             | Náutico Capibaribe      | 0:1      | 0:2       |
| EC Jacuipense             | 1:1 (5:4 i. E.) | Paraná Clube            | 0:1      | 1:0       |
| EC Santo André            | 0.2             | Goiás EC                | 0:1      | 0:1       |
| Independente AC           | 5:2             | ADRC Icasa              | 5:0      | 0:2       |
| Santos FC (AP)            | 1.3             | Portuguesa              | 1:3      | -         |
| Ituano FC                 | 3:1             | Joinville EC            | 3:0      | 0:1       |
| Villa Nova AC             | 1.3             | Coritiba FC             | 1:3      | -         |
| Ríver AC                  | 1.3             | Fortaleza EC            | 0:1      | 1:2       |
| Vilhena EC                | 1.4             | AA Ponte Preta          | 1:1      | 0:3       |
| Moto Club                 | 2:2 (4:3 i. E.) | Boa EC                  | 1:1      | 1:1       |
| Rio Branco FC (AC)        | 3.5             | Vasco                   | 1:2      | 2:3       |
| Murici FC                 | 3.4             | Cuiabá EC               | 3:2      | 0:2       |
| AA Coruripe               | 3.4             | Atlético Goianiense     | 1:1      | 0:2       |
| Globo FC                  | 1.5             | América FC (RN)         | 1:5      | -         |
| Clube do Remo             | 2:2 (4:5 i. E.) | Athletico Paranaense    | 1:1      | 1:1       |
| Alecrim FC                | 0.2             | Tupi FC                 | 0:2      | -         |
| AD Confiança              | 0.1             | Ceará SC                | 0:0      | 0:1       |
| AA Luziânia               | 0.3             | América Mineiro         | 0:3      | -         |
| Campinense Clube          | 1.4             | Grêmio FBPA             | 1:2      | 0:2       |
| Amadense FC               | 1.3             | Clube de Regatas Brasil | 1:2      | 0:1       |
| Real Noroeste             | 1.4             | Criciúma EC             | 1:4      | -         |
| CE Lajeadense             | 2.2             | CA Bragantino           | 2:1      | 0:1       |
| Nacional FC (AM)          | 2.3             | EC Bahia                | 0:0      | 2:3       |
| AD Cabofriense            | 1.2             | Luverdense EC           | 1:1      | 0:1       |
| Boavista SC               | 0.3             | ABC Natal               | 0:1      | 0:2       |
| EC Águia Negra            | 2.4             | Paysandu SC             | 2:2      | 0:2       |

### 2. Runde
Für die zweite Runde gab es eine neue Auslosung, unter Hinzunahme der sechs Starter aus der Copa Libertadores 2015.
|                         | Gesamt            |                      | Hinspiel | Rückspiel |
| ----------------------- | ----------------- | -------------------- | -------- | --------- |
| Sampaio Corrêa FC       | 2:6               | SE Palmeiras         | 1:1      | 1:5       |
| AS Arapiraquense        | 3:3               | EC Vitória           | 1:1      | 2:2       |
| Capivariano FC          | 1:5               | Botafogo FR          | 1:2      | 0:3       |
| Avaí FC                 | 1:2               | Figueirense FC       | 1:0      | 0:2       |
| Maringá FC              | 2.3               | FC Santos            | 2:2      | 0:1       |
| Chapecoense             | 2.2 (2:4 i. E.)   | Sport Recife         | 2:0      | 0:2       |
| Salgueiro AC            | 0.2               | CR Flamengo          | 0:2      | -         |
| EC Jacuipense           | 0.2               | Náutico Capibaribe   | 0:2      | -         |
| Independente AC         | 1.3               | Goiás EC             | 1:0      | 0:3       |
| Ituano FC               | 2:3               | Portuguesa           | 1:1      | 1:2       |
| Fortaleza EC            | 3.3 (10:11 i. E.) | Coritiba FC          | 2:1      | 1:2       |
| Moto Club               | 2.6               | AA Ponte Preta       | 1:2      | 1:4       |
| Cuiabá EC               | 1.1               | Vasco                | 1:1      | 0:0       |
| América FC (RN)         | 4.2               | Atlético Goianiense  | 4:2      | 0:1       |
| Tupi FC                 | 2:2               | Athletico Paranaense | 1:0      | 1:2       |
| América Mineiro         | 1.4               | Ceará SC             | 1:1      | 0:3       |
| Clube de Regatas Brasil | 1.3               | Grêmio FBPA          | 1:3      | -         |
| CA Bragantino           | 0.3               | Criciúma EC          | 0:3      | -         |
| Luverdense EC           | 1.3               | EC Bahia             | 0:0      | 1:3       |
| Paysandu SC             | 3.1               | ABC Natal            | 1:0      | 2:1       |

### 3. Runde
|                | Gesamt          |                    | Hinspiel | Rückspiel |
| -------------- | --------------- | ------------------ | -------- | --------- |
| SE Palmeiras   | 1:0             | AS Arapiraquense   | 0:0      | 1:0       |
| Figueirense FC | 3:2             | Botafogo FR        | 2:2      | 1:0       |
| Sport Recife   | 3.4             | FC Santos          | 2:1      | 1:3       |
| CR Flamengo    | 3.1             | Náutico Capibaribe | 1:1      | 0:2       |
| Ituano FC      | 3:3             | Goiás EC           | 2:0      | 1:3       |
| Coritiba FC    | 3:3 (3:1 i. E.) | AA Ponte Preta     | 2:1      | 1:2       |
| Vasco          | 6.3             | América FC (RN)    | 3:1      | 3:2       |
| Ceará SC       | 2:1             | Tupi FC            | 0:0      | 2:1       |
| Grêmio FBPA    | 1:1 (3:1 i. E.) | Criciúma EC        | 0:1      | 1:0       |
| Paysandu SC    | 3.2             | EC Bahia           | 3:0      | 0:2       |

### Klassifikation Copa Sudamericana
Nach Abschluss der zweiten Runde wurden die Mannschaften ermittelt, welche weiter in Copa Sudamericana 2015 spielen sollten und welche im Copa do Brasil ins Achtelfinale einzogen. In die Sudamericana zogen die besten Mannschaften aus den Meisterschaftsrunden 2015, aus Série A und Série B, welche in den ersten beiden Runden des Copa do Brasil bereits ausgeschieden waren. Dabei wurden in der Reihenfolge die Plätze 1 bis 16 aus der Série A gewertet, dann kamen die vier Besten aus der Série B und dann die 17 bis aus der Série A.
Qualifikationstabelle
| Rang | Verein           | Punkte                      | Platzierung Brasileirão 2014 |
| ---- | ---------------- | --------------------------- | ---------------------------- |
| 01.  | Grêmio FBPA      | Achtelfinale Copa do Brasil | 7. Série A                   |
| 02.  | Goiás EC         | 2. Runde ausgeschieden      | 8. Série A                   |
| 03.  | FC Santos        | Achtelfinale Copa do Brasil | 9. Série A                   |
| 04.  | CR Flamengo      | Achtelfinale Copa do Brasil | 10. Série A                  |
| 05.  | Sport Recife     | 3. Runde ausgeschieden      | 11. Série A                  |
| 06.  | Goiás EC         | 3. Runde ausgeschieden      | 12. Série A                  |
| 07.  | Figueirense FC   | Achtelfinale Copa do Brasil | 13. Série A                  |
| 08.  | Coritiba FC      | Achtelfinale Copa do Brasil | 14. Série A                  |
| 09.  | Chapecoense      | 2. Runde ausgeschieden      | 15. Série A                  |
| 10.  | SE Palmeiras     | Achtelfinale Copa do Brasil | 16. Série A                  |
| 11.  | Joinville EC     | 1. Runde ausgeschieden      | 1. Série B                   |
| 12.  | AA Ponte Preta   | 3. Runde ausgeschieden      | 2. Série B                   |
| 13.  | CR Vasco da Gama | Achtelfinale Copa do Brasil | 3. Série B                   |
| 14.  | Avaí FC          | 2. Runde ausgeschieden      | 4. Série B                   |
| 15.  | EC Vitória       | 2. Runde ausgeschieden      | 17. Série A                  |
| 16.  | EC Bahia         | 3. Runde ausgeschieden      | 18. Série A                  |
| 17.  | Botafogo FR      | 3. Runde ausgeschieden      | 19. Série A                  |
| 18.  | Criciúma EC      | 3. Runde ausgeschieden      | 20. Série A                  |

### Achtelfinale
Auslosung
Die Paarungen ab dem Achtelfinale wurden am 4. August 2015 ausgelost. Dabei wurden zwei Lostöpfe gebildet. In Topf A kamen die Qualifikanten aus der Copa Libertadores sowie die zwei besten Mannschaften aus dem Ranking des CBF. In Topf B kamen die restlichen acht Mannschaften. In beiden Töpfen wurden alle Klubs nach dem Ranking des CBF sortiert. Die Töpfe unterteilte man dann in vier Gruppen.
| Topf A               | Topf B                |
| -------------------- | --------------------- |
| Cruzeiro EC (1)      | FC Santos (5)         |
| SC Corinthians (2)   | CR Vasco da Gama (12) |
| CR Flamengo (3)      | SE Palmeiras (13)     |
| Grêmio FBPA (4)      | Coritiba FC (14)      |
| Atlético Mineiro (6) | Ceará SC (19)         |
| FC São Paulo (7)     | Figueirense FC (21)   |
| Fluminense FC (8)    | Paysandu SC (34)      |
| SC Internacional (9) | Ituano FC (139)       |

|                  | Gesamt |                  | Hinspiel | Rückspiel |
| ---------------- | ------ | ---------------- | -------- | --------- |
| Ituano FC        | 1:4    | SC Internacional | 0:2      | 1:2       |
| Ceará SC         | 2:4    | FC São Paulo     | 2:1      | 0:3       |
| Cruzeiro EC      | 3:5    | SE Palmeiras     | 1:2      | 2:3       |
| CR Vasco da Gama | 2:1    | CR Flamengo      | 1:0      | 1:1       |
| Paysandu SC      | 2.4    | Fluminense FC    | 1:2      | 1:2       |
| Grêmio FBPA      | 4.1    | Coritiba FC      | 1:0      | 3:1       |
| Figueirense FC   | 3:2    | Atlético Mineiro | 1:1      | 2:1       |
| SC Corinthians   | 1:4    | FC Santos        | 0:2      | 1:2       |

### Turnierplan ab Viertelfinale
Im Gegensatz zum Vorjahr waren die Paarungen zum Viertelfinale nicht gesetzt. Diese wurden am 31. August 2015 ausgelost. Alle acht Klubs waren in einem Lostopf.
Turnierplan
Die Mannschaft, welche zuerst Heimrecht hatte, wird bei nachstehenden Paarungen zuerst genannt.

|  | Viertelfinale | Viertelfinale    | Viertelfinale | Viertelfinale | Viertelfinale |               |   | Halbfinale | Halbfinale | Halbfinale | Halbfinale | Halbfinale |  |  | Finale | Finale | Finale | Finale | Finale |
|  |               |                  |               |               |               |               |   |            |            |            |            |            |  |  |        |        |        |        |        |
|  |               | FC São Paulo     | 3             | 1             | 4             |               |   |            |            |            |            |            |  |  |        |        |        |        |        |
|  |               | Vasco            | 0             | 1             | 1             |               |   |            |            |            |            |            |  |  |        |        |        |        |        |
|  |               | Vasco            | 0             | 1             | 1             | FC São Paulo  | 1 | 1          | 2          |            |            |            |  |  |        |        |        |        |        |
|  |               |                  |               |               |               | FC São Paulo  | 1 | 1          | 2          |            |            |            |  |  |        |        |        |        |        |
|  |               |                  | FC Santos     | 3             | 3             | 6             |   |            |            |            |            |            |  |  |        |        |        |        |        |
|  |               | Figueirense FC   | FC Santos     | 3             | 3             | 6             | 0 | 2          | 2          |            |            |            |  |  |        |        |        |        |        |
|  |               |                  |               |               |               |               | 0 | 2          | 2          |            |            |            |  |  |        |        |        |        |        |
|  |               | FC Santos        | 1             | 3             | 4             |               |   |            |            |            |            |            |  |  |        |        |        |        |        |
|  |               |                  |               |               |               |               |   | FC Santos  | 1          | 1          | 2 (3)      |            |  |  |        |        |        |        |        |
|  |               |                  | SE Palmeiras  | 0             | 2             | 2 (4)         |   |            |            |            |            |            |  |  |        |        |        |        |        |
|  |               | Fluminense FC    | 0             | 1             | 1             |               |   |            |            |            |            |            |  |  |        |        |        |        |        |
|  |               | Grêmio FBPA      | 0             | 1             | 1             |               |   |            |            |            |            |            |  |  |        |        |        |        |        |
|  |               | Grêmio FBPA      | 0             | 1             | 1             | Fluminense FC | 2 | 1          | 3 (1)      |            |            |            |  |  |        |        |        |        |        |
|  |               |                  |               |               |               | Fluminense FC | 2 | 1          | 3 (1)      |            |            |            |  |  |        |        |        |        |        |
|  |               |                  | SE Palmeiras  | 1             | 2             | 3 (4)         |   |            |            |            |            |            |  |  |        |        |        |        |        |
|  |               | SC Internacional | SE Palmeiras  | 1             | 2             | 3 (4)         | 1 | 2          | 3          |            |            |            |  |  |        |        |        |        |        |
|  |               |                  |               |               |               |               | 1 | 2          | 3          |            |            |            |  |  |        |        |        |        |        |
|  |               | SE Palmeiras     | 1             | 3             | 4             |               |   |            |            |            |            |            |  |  |        |        |        |        |        |

## Finalspiele
Für die Finalspiele entfiel die Auswärtstorregel.

### Hinspiel
| FC Santos                                             | FC Santos | SE Palmeiras | SE Palmeiras |
| ----------------------------------------------------- | --- | --- | ------------ |
| FC Santos                                             | \| 25. November 2015 in Santos (Estádio Urbano Caldeira) \| \| Ergebnis: 1:0 (0:0) \| \| Zuschauer: 14.116 \| \| Schiedsrichter: Luiz Flávio de Oliveira \| \| Spielbericht \| | \| 25. November 2015 in Santos (Estádio Urbano Caldeira) \| \| Ergebnis: 1:0 (0:0) \| \| Zuschauer: 14.116 \| \| Schiedsrichter: Luiz Flávio de Oliveira \| \| Spielbericht \| | SE Palmeiras |
| FC Santos                                             | 01 Vanderlei 04 Victor Ferraz 82′ 14 David Braz 06 Gustavo Henrique 37 Zeca 29 Thiago Maia 92. 08 Renato 60′ 20 Lucas Lima 31 Marquinhos Gabriel 64. 09 Ricardo Oliveira 64′ 10 Gabriel Barbosa 79′ 85. Reserve 02 Werley 05 Alison 11 Geuvânio 64. 12 Vladimir 17 Rafinha 69. 19 Marquinho 23 Chiquinho 27 Léo Cittadini 32 Paulo Ricardo 38 Daniel Guedes 39 Nilson 90+2. 40 Neto Berola 64. Cheftrainer: Dorival Júnior | 01 Fernando Prass 32′ 32 Lucas Marques 70′ 89' 26 Jackson 31 Vitor Hugo 11 Zé Roberto 36 Matheus Sales 37′ 45. 05 Arouca 64′ 27 Robinho 33 Gabriel Jesus 12. 07 Dudu 90′ 08 Lucas Barrios 43′ 64. Reserve 04 Nathan Cardoso 09 Jonathan Cristaldo 15 Amaral 45. 17 Pablo Mouche 19 Rafael Marques 64. 20 Agustín Allione 22 João Pedro 28 Andrei Girotto 29 Kelvin 30 Fellype Gabriel 47 Fábio Szymonek 66 Egídio Cheftrainer: Marcelo Oliveira | SE Palmeiras |
| FC Santos                                             | 1:0 Barbosa (78.) | | SE Palmeiras |
| 25. November 2015 in Santos (Estádio Urbano Caldeira) | | |              |
| Ergebnis: 1:0 (0:0)                                   | | |              |
| Zuschauer: 14.116                                     | | |              |
| Schiedsrichter: Luiz Flávio de Oliveira               | | |              |
| Spielbericht                                          | | |              |

### Rückspiel
Das Rückspiel endete mit einem Sieg für Palmeiras. Aufgrund der aufgehobenen Auswärtstorregel, musste der Turniersieger im Elfmeterschießen entschieden werden. In diesem wurde die Leistung des Torhüters Fernando Prass von Palmeiras besonders hervorgehoben. Dieser hielt einen Strafstoß und verwandelte selbst den letzten für sein Team.

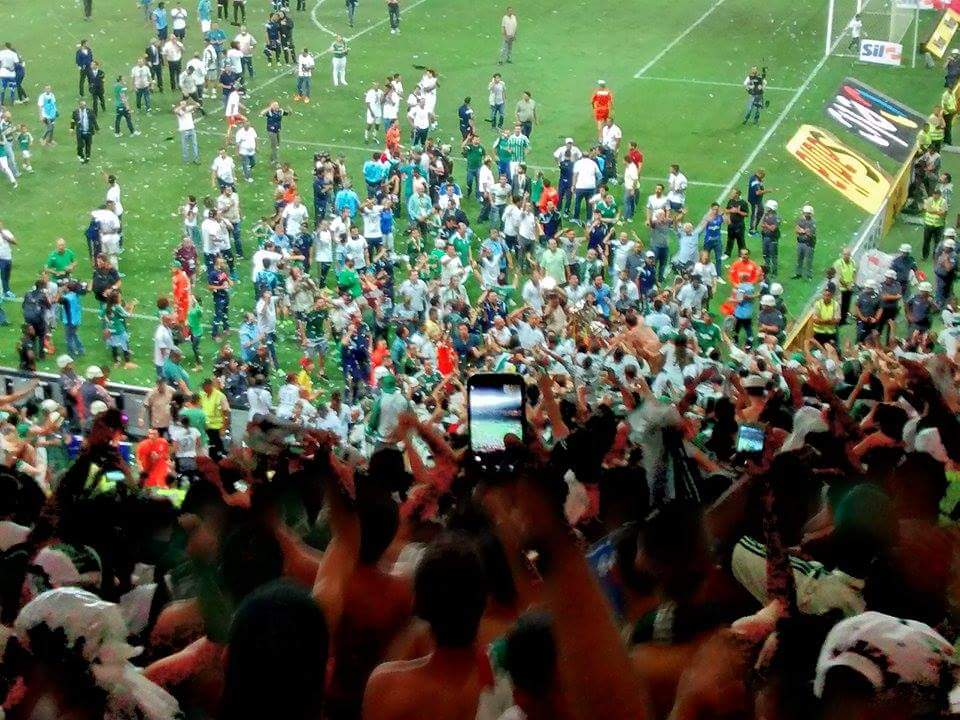
Fankurve nach Sieg von Palmeiras

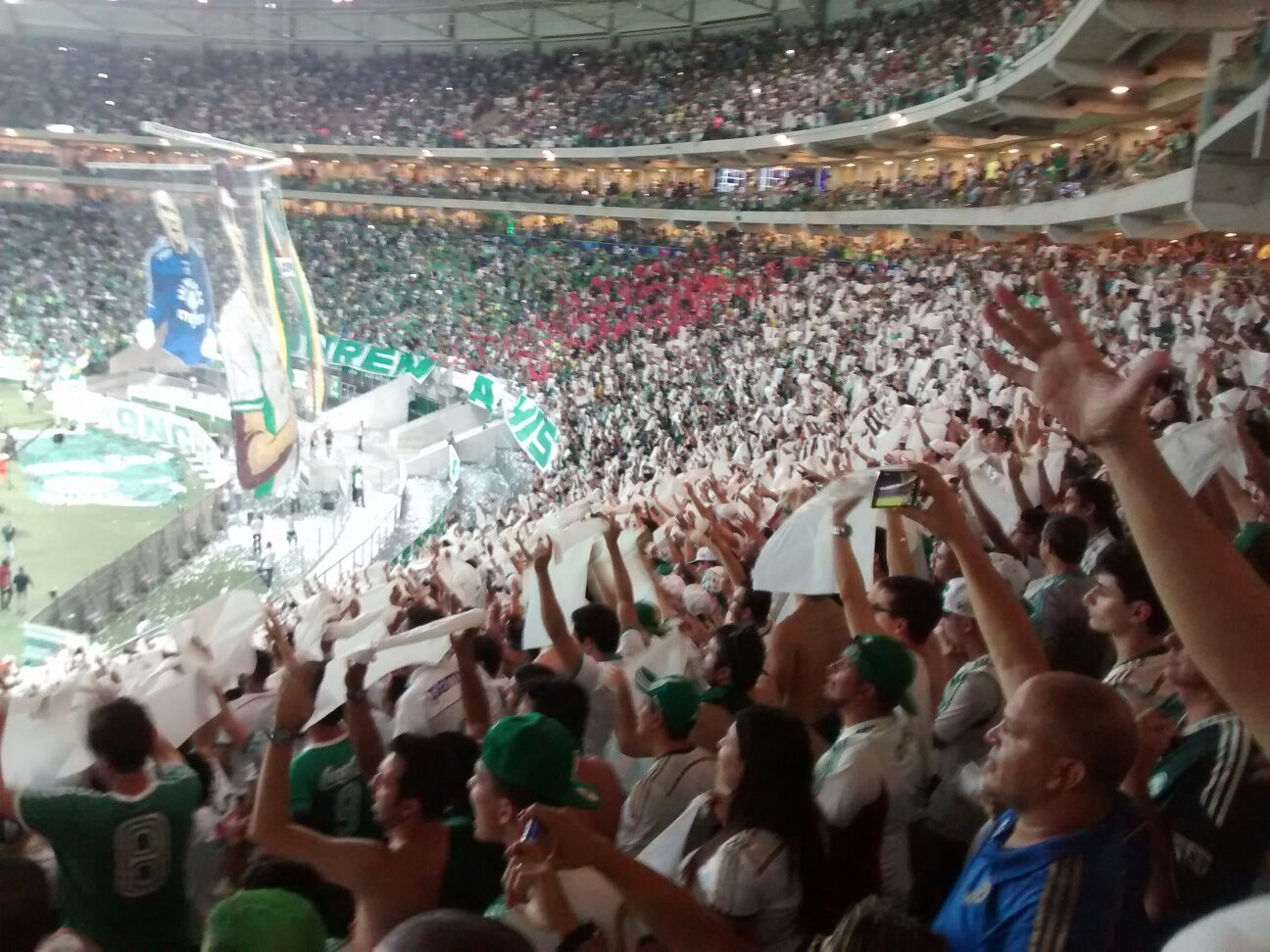
Fankurve nach Sieg von Palmeiras

| SE Palmeiras                                   | SE Palmeiras | FC Santos | FC Santos |
| ---------------------------------------------- | --- | --- | --------- |
| SE Palmeiras                                   | \| 2. Dezember 2015 in São Paulo (Allianz Parque) \| \| Ergebnis: 2:1 (0:0), 4:3 i. E. \| \| Zuschauer: 39.660 \| \| Schiedsrichter: Héber Lopes \| \| Spielbericht \| | \| 2. Dezember 2015 in São Paulo (Allianz Parque) \| \| Ergebnis: 2:1 (0:0), 4:3 i. E. \| \| Zuschauer: 39.660 \| \| Schiedsrichter: Héber Lopes \| \| Spielbericht \| | FC Santos |
| SE Palmeiras                                   | 01 Fernando Prass 22 João Pedro 65′ 72. 26 Jackson 31 Vitor Hugo 11 Zé Roberto 36 Matheus Sales 51′ 05 Arouca 27 Robinho 33 Gabriel Jesus 41. 07 Dudu 86′ 08 Lucas Barrios 43′ 68. Reserve 04 Nathan Cardoso 09 Jonathan Cristaldo 68. 10 Cleiton Xavier 15 Amaral 17 Pablo Mouche 19 Rafael Marques 41. 20 Agustín Allione 28 Andrei Girotto 29 Kelvin 42 Lucas Taylor 72. 47 Fábio Szymonek 66 Egídio Cheftrainer: Marcelo Oliveira | 01 Vanderlei 04 Victor Ferraz 14 David Braz 27. 06 Gustavo Henrique 37 Zeca 29 Thiago Maia 80. 08 Renato 20 Lucas Lima 31 Marquinhos Gabriel 09 Ricardo Oliveira 10 Gabriel Barbosa 48′ 64. Reserve 02 Werley 27. 05 Alison 11 Geuvânio 64. 12 Vladimir 18 Vitor Bueno 69. 21 Marquinho 23 Leandrinho 32 Paulo Ricardo 80. 38 Daniel Guedes 39 Nilson 40 Neto Berola 64. 41 Serginho Cheftrainer: Dorival Júnior | FC Santos |
| SE Palmeiras                                   | 1:0 Dudu (56.) 2:0 Dudu (84.) | 2:1 Ricardo Oliveira (86.) | FC Santos |
| SE Palmeiras                                   | Elfmeterschießen | | FC Santos |
| SE Palmeiras                                   | 1:0 Zé Roberto Rafael Marques 2:1 Jackson 3:2 Jonathan Cristaldo 4:3 Fernando Prass | Marquinhos Gabriel Gustavo Henrique 1:1 Geuvânio 2:2 Lucas Lima 3:3 Ricardo Oliveira | FC Santos |
| 2. Dezember 2015 in São Paulo (Allianz Parque) | | |           |
| Ergebnis: 2:1 (0:0), 4:3 i. E.                 | | |           |
| Zuschauer: 39.660                              | | |           |
| Schiedsrichter: Héber Lopes                    | | |           |
| Spielbericht                                   | | |           |

## Die Meistermannschaft
| 3. | SE Palmeiras |
|    | - Tor: 1 Fernando Prass, 25 Aranha, 47 Fábio Szymonek, 49 Jailson - Abwehr: 3 Victor Ramos, 4 Nathan Cardoso, 6 João Paulo, 11 Zé Roberto, 22 João Pedro, 26 Jackson, 31 Vitor Hugo, 32 Lucas Marques, 42 Lucas Taylor, 66 Egídio - Mittelfeld: 5 Arouca, 10 Cleiton Xavier, 15 Amaral, 18 Gabriel Girotto, 20 Agustín Allione, 27 Robinho, 28 Andrei Girotto, 36 Matheus Sales - Angriff: 7 Dudu, 8 Lucas Barrios, 9 Jonathan Cristaldo, 17 Pablo Mouche, 19 Rafael Marques, 29 Kelvin, 33 Gabriel Jesus |

- Leandro Pereira bestritt drei Spiele, war aber zum Zeitpunkt des Titelgewinns nicht im Kader (Wechsel im August 2015 zum FC Brügge).
- Alecsandro hatte bereits vier Spiele für Flamengo bestritten und durfte daher nicht für Palmeiras am Turnier teilnehmen.

## Torschützenliste
| Pl. | Nat.        | Spieler            | Verein       | Tore   |
| --- | ----------- | ------------------ | ------------ | ------ |
| 1   | Brasilianer | Gabriel Barbosa    | Santos       | 8 Tore |
| 2   | Brasilianer | Ricardo Oliveira   | Santos       | 6 Tore |
| 2   | Brasilianer | Ronaldo            | Ituano FC    | 6 Tore |
| 4   | Brasilianer | Alexandre Pato     | FC São Paulo | 5 Tore |
| 4   | Brasilianer | Marquinhos Gabriel | Santos       | 5 Tore |

## Zuschauer

### Meistbesuchte Spiele
Das viertmeistbesuchte Spiel zwischen Palmeiras und Santos, das Finalrückspiel, war das bis dahin meistbesuchte im Allianz Parque. Der Umsatz im Stadion war mit 5.336.631,25 Real entsprechend auch der höchste bis zu dem Zeitpunkt erzielte.
| Pl. | Anzahl | Heim        | Ergebnis | Gast          | Stadion           | Datum              | Spieltag                |
| --- | ------ | ----------- | -------- | ------------- | ----------------- | ------------------ | ----------------------- |
| 01  | 45.408 | Vasco       | 1:1      | Flamengo      | Maracanã          | 16. August 2015    | Achtelfinale Rückspiel  |
| 02  | 43.051 | Grêmio FBPA | 1:1      | Fluminense    | Arena do Grêmio   | 30. September 2015 | Viertelfinale Rückspiel |
| 03  | 42.046 | Ceará SC    | 2:1      | Fluminense    | Castelão          | 26. August 2015    | Achtelfinale Rückspiel  |
| 04  | 39.660 | Palmeiras   | 2:0      | FC Santos     | Allianz Parque    | 2. Dezember 2015   | Finale Rüclkspiel       |
| 05  | 38.562 | Palmeiras   | 2:1      | Fluminense    | Allianz Parque    | 30. Oktober 2015   | Halbfinale Rückspiel    |
| 06  | 37.338 | Corinthians | 1:2      | FC Santos     | Arena Corinthians | 26. August 2015    | Achtelfinale Rückspiel  |
| 07  | 33.991 | Palmeiras   | 3:2      | Internacional | Allianz Parque    | 30. September 2015 | Viertelfinale Rückspiel |
| 08  | 31.898 | Flamengo    | 0:1      | Vasco         | Maracanã          | 19. August 2015    | Achtelfinale Hinspiel   |
| 09  | 31.881 | Fluminense  | 2:1      | Palmeiras     | Maracanã          | 21. Oktober 2015   | Halbfinale Hinspiel     |
| 10  | 31.481 | Paysandu SC | 1:2      | Fluminense    | Mangueirão        | 26. August 2015    | Achtelfinale Hinspiel   |

### Wenigsten besuchten Spiele
| Pl. | Anzahl | Heim           | Ergebnis | Gast                  | Stadion          | Datum            | Spieltag           |
| --- | ------ | -------------- | -------- | --------------------- | ---------------- | ---------------- | ------------------ |
| 01  | 085    | Piauí EC       | 0:5      | Salgueiro AC          | Albertão         | 31. März 2015    | 1. Runde Hinspiel  |
| 02  | 123    | Alecrim FC     | 0:2      | Tupi FC               | Nazarenão        | 4. März 2015     | 1. Runde Hinspiel  |
| 03  | 283    | Madureira EC   | 2:0      | Maringá FC            | Galvão           | 15. April 2015   | 1. Runde Rückspiel |
| 04  | 306    | CE Lajeadense  | 2:1      | CA Bragantino         | Estádio Alviazul | 18. März 2015    | 1. Runde Hinspiel  |
| 05  | 313    | Boa EC         | 1:1      | Moto Club de São Luís | Melão            | 15. April 2015   | 1. Runde Rückspiel |
| 06  | 349    | São Raimundo   | 1:3      | AS Arapiraquense      | Ribeirão         | 25. Februar 2015 | 1. Runde Hinspiel  |
| 07  | 350    | AD Cabofriense | 1:1      | Luverdense EC         | Correão          | 5. März 2015     | 1. Runde Hinspiel  |
| 08  | 405    | CA Bragantino  | 1:0      | CE Lajeadense         | Nabi Abi Chedid  | 16. April 2015   | 1. Runde Rückspiel |
| 09  | 411    | Cuiabá EC      | 2:0      | Murici FC             | Arena Pantanal   | 18. März 2015    | 1. Runde Rückspiel |
| 10  | 431    | Murici FC      | 3:2      | Cuiabá EC             | Gomes da Costa   | 4. März 2015     | 1. Runde Hinspiel  |